# Hydraena ludovicae
Hydraena ludovicae är en skalbaggsart som beskrevs av Armand D'Orchymont 1931. Hydraena ludovicae ingår i släktet Hydraena och familjen vattenbrynsbaggar. Inga underarter finns listade i Catalogue of Life.